# Afrocamilla adusta
Afrocamilla adusta är en tvåvingeart som beskrevs av Barraclough 1997. Afrocamilla adusta ingår i släktet Afrocamilla och familjen gnagarflugor. Inga underarter finns listade i Catalogue of Life.